# Sagittarius A*

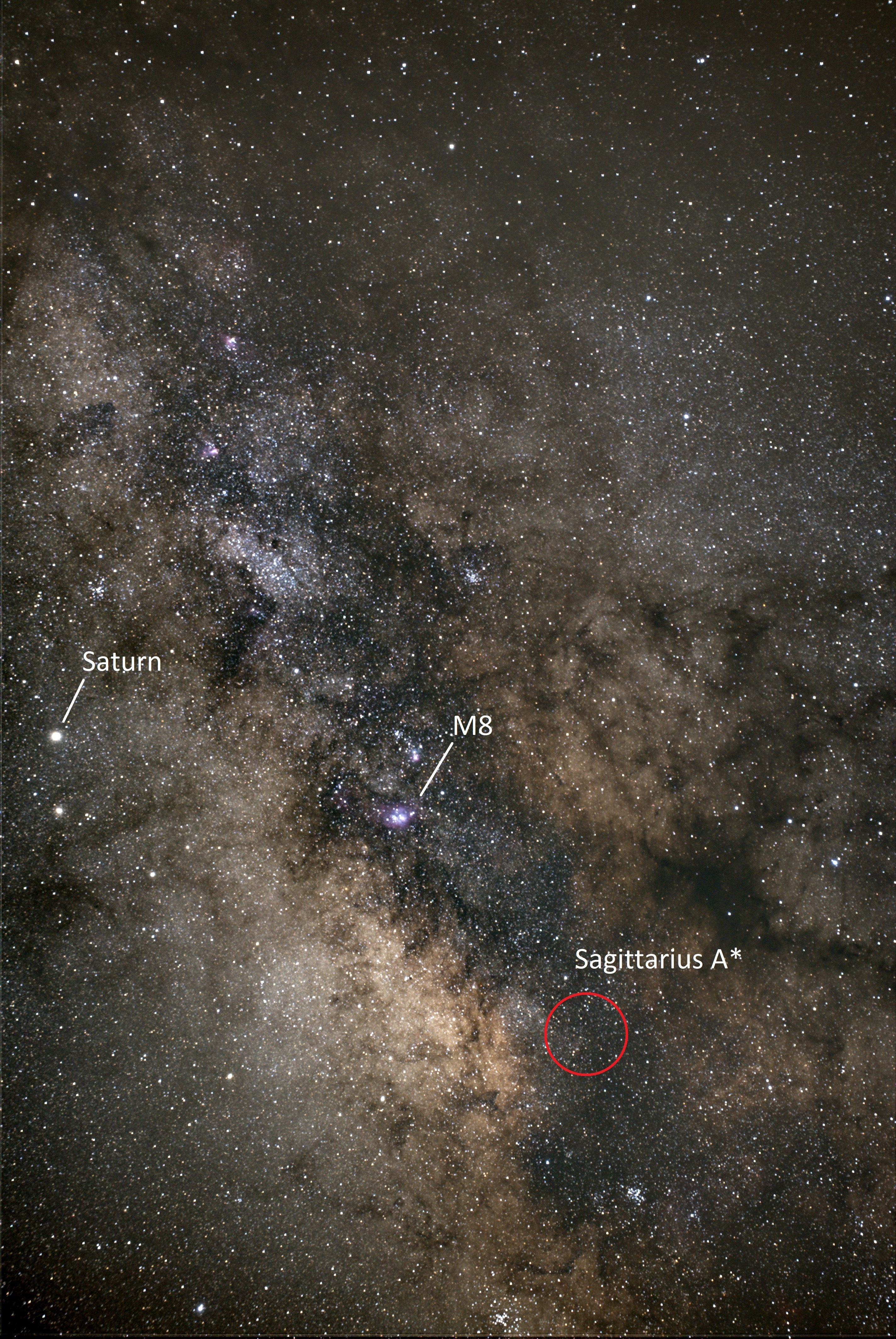
Das Schwarze Loch bei Sagittarius A* wird im sichtbaren Lichtspektrum von einer Dunkelwolke verdeckt. Die Fotografie zeigt den Blick zum Südhorizont von der Nordhalbkugel aus gesehen.

Sagittarius A* (gesprochen: Sagittarius A Stern; abgekürzt: Sgr A*; eine Region im Sternbild Schütze) ist eine Quelle von Radiowellen im Zentrum der Milchstraße. Es handelt sich dabei um ein supermassereiches Schwarzes Loch von 4,154 ± 0,014 Millionen Sonnenmassen, das 26.673 ± 42 Lichtjahre (8.178 ± 13 pc) von der Sonne entfernt ist. Der Durchmesser seines Ereignishorizonts (20 μas, Mikrobogensekunden) entspricht mit 24,5 Mio. km etwa 21 % des Bahndurchmessers des Merkur auf seiner Umlaufbahn um die Sonne.
Mit der Entdeckung der Fermi-Blasen 2010 und ihren möglichen Pendants im Röntgenlicht, den „eROSITA-Blasen“ 2019, ergeben sich Hinweise darauf, dass Sagittarius A* vor langer Zeit aktiv gewesen ist und die Milchstraße somit eine aktive Galaxie gewesen sein könnte.

## Entdeckungsgeschichte
Bei der systematischen Untersuchung einer Störung einer Transatlantik-Funkverbindung fand Karl Jansky im Jahr 1932 im Sternbild Schütze (lat. Sagittarius) eine starke Radioquelle.
Der Name Sagittarius A wurde erstmals 1954 von
John D. Kraus, Hsien-Ching Ko und Sean Matt verwendet, als sie das Objekt in die Liste der Radioquellen aufnahmen, die mit dem Radioteleskop der Ohio State University bei 250 MHz gefunden wurden. Wie damals üblich, wurden Quellen nach Sternbildern und mit Großbuchstaben in der Reihenfolge ihrer Helligkeit innerhalb jedes Sternbilds benannt, wobei „A“ die hellste Radioquelle bezeichnete.
Am 13. und 15. Februar 1974 entdeckten die Astronomen Bruce Balick und Robert Hanbury Brown mit Hilfe des Interferometers am National Radio Astronomy Observatory dort Sagittarius A*. Der Asterisk „*“ wurde von Brown analog zur Notation angeregter Zustände in der Atomphysik hinzugefügt. Er vermutete, die Radioquelle rege ihre Umgebung zur Aussendung von Strahlung an. Der Name hatte Bestand, auch wenn sich die Vermutung Browns als falsch herausstellte.
Die Entdeckung des supermassereichen Schwarzen Lochs in dieser Region gelang unabhängig Teams um Andrea Ghez am Keck-Observatorium und Reinhard Genzel am La-Silla-Observatorium und Very Large Telescope in mehrjährigen Beobachtungsreihen ab den 1990er Jahren. Beide erhielten für diese Entdeckung 2020 den Nobelpreis für Physik.
Das Event Horizon Telescope (EHT) stellte im April 2019 zwei Jahre zuvor gemachte Aufnahmen des supermassereichen Schwarzen Lochs in M87 vor, die dessen Schatten zeigen. Entsprechende Bilder von Sagittarius A* mit dem EHT waren schon damals in Bearbeitung. 2019 veröffentlichte Bilder mit einer weltweiten Zusammenschaltung von Radioteleskopen einschließlich ALMA im Global Millimeter VLBI Array (GMVA), das bei 3,5 mm Wellenlänge beobachtete, zeigen eine leuchtende Scheibe und noch keinen Schatten wie bei M87. Die Quelle im Zentrum hatte eine sehr symmetrische, fast runde Form und eine Hauptachse von 120 μas. Noch bessere Auflösung erwartete man aus den Beobachtungen des EHT (bei 1,3 mm Wellenlänge), bei denen der Effekt interstellarer Streuung noch geringer ist und korrigiert werden kann. Ein Vergleich mit Computersimulationen (Sara Issaoun und Monika Mościbrodzka von der Radboud-Universität Nijmegen) favorisierte Akkretionsscheiben für die Quelle, aber auch ein Jet – wie er etwa bei M87 beobachtet wird – war nicht ganz auszuschließen; er müsste aber ziemlich genau auf die Erde zeigen.
Eigentliches Ziel des EHT war die Beobachtung des Schwarzen Lochs im Zentrum der Milchstraße, weswegen auch sehr viele Teleskope auf der Südhalbkugel installiert und einbezogen wurden. Am 12. Mai 2022 veröffentlichte das Event Horizon Telescope zum ersten Mal ein Bild von Sagittarius A* und bestätigte damit, dass das Objekt ein Schwarzes Loch enthält. Wie bei dem zuvor erstellten Bild des Schwarzen Lochs in M87 zeigt es einen zentralen Schatten mit einem hellen umgebenden Ring (Durchmesser rund 52 μas als Sichtwinkel von der Erde), der in guter Übereinstimmung mit den Vorhersagen der allgemeinen Relativitätstheorie (ART) durch Ablenkung des Lichts aus der Umgebung entsteht – der Durchmesser ist in guter Übereinstimmung mit den Vorhersagen der ART, die sich aus der schon bekannten Masse ergeben. Es sei nochmals betont, dass es sich nur um die Beobachtung des Schattens handelt, der Ereignishorizont hat nach der ART entsprechend der Masse des Schwarzen Lochs nur einen Durchmesser von 12 μas. Die Ergebnisse wurden im Mai 2022 in sechs Teilen in den Astrophysical Journal Letters veröffentlicht. Das Schwarze Loch hat eine Akkretionsscheibe, es gibt dynamische turbulente Phänomene, es rotiert (innerster stabiler Orbit mit Periode von unter 30 Minuten) und die Achse ist 30 Grad oder weniger gegen die Beobachtungslinie geneigt (die Akkretionsscheibe also fast senkrecht zur Blickrichtung, wie auch schon zuvor vermutet). Der Drehimpuls ergab sich noch nicht aus den EHT-Beobachtungen, die im April 2017 entstanden, aber mehrere Jahre für die Analyse benötigten, und überraschend war auch, dass sich kein Jet zeigte, wahrscheinlich weil der Drehimpuls zu klein ist (die Verzerrung des Bildes durch die heißen Gase der Umgebung spielt bei der kurzen Wellenlänge von 1,3 mm der EHT-Beobachtung kaum noch eine Rolle). Die Akkretionsscheibe hat man sich nach Genzel eher wie eine „wabernde“ Blase aus heißen Gasen vorzustellen, „beste“ Rekonstruktionen (u. a. Luciano Rezzolla) der Radiostrahlung ohne Gravitationslinseneffekte und die Sicht versperrende Gaswolken zeigen streifenförmige Orbits von Gaswolken um einen dunklen Kern. Von Bedeutung ist zunächst, dass sich ein ähnliches Bild mit Schatten in der Mitte wie bei M87 zeigt (trotz der großen Unterschiede der beiden Schwarzen Löcher), was das allgemeine Erscheinungsbild gemäß der ART bestätigt. Wurmlöcher, nackte Singularitäten oder Gravasterne (in ihrer gängigen Formulierung) als alternative Erklärungen können aber ausgeschlossen werden (Rezzola). Weiter gibt es Hinweise aus den besten Computerrekonstruktionen, die bei der Auswertung der EHT-Daten herangezogen wurden, dass sich das Schwarze Loch mit einem Drehimpuls dreht, der sich nahe der maximal zulässigen Grenze befindet (Rezzola), die Bestimmung ist aber noch nicht gelungen und ergibt sich entweder aus weiteren genaueren EHT-Beobachtungen oder daraus, dass man einen Stern findet, der nahe genug an das Schwarze Loch herankommt, und im Infraroten beobachtet werden kann. Die Bildrekonstruktion aus den Daten war viel schwieriger als bei M87 (Mittelung über rund 8 Stunden bei einem sehr viel dynamischeren Schwarzen Loch), und die Verdickungen („Blobs“) auf dem Bild sind dementsprechend auch wenig aussagekräftig (Rezzolla). Aus den genannten Gründen hing die veröffentlichte Rekonstruktion, die so etwas wie eine beste Annäherung ist, noch viel stärker von Computersimulationen möglicher Szenarien ab als bei M87.

## Objekte im Umfeld von Sgr A*

### Sterne

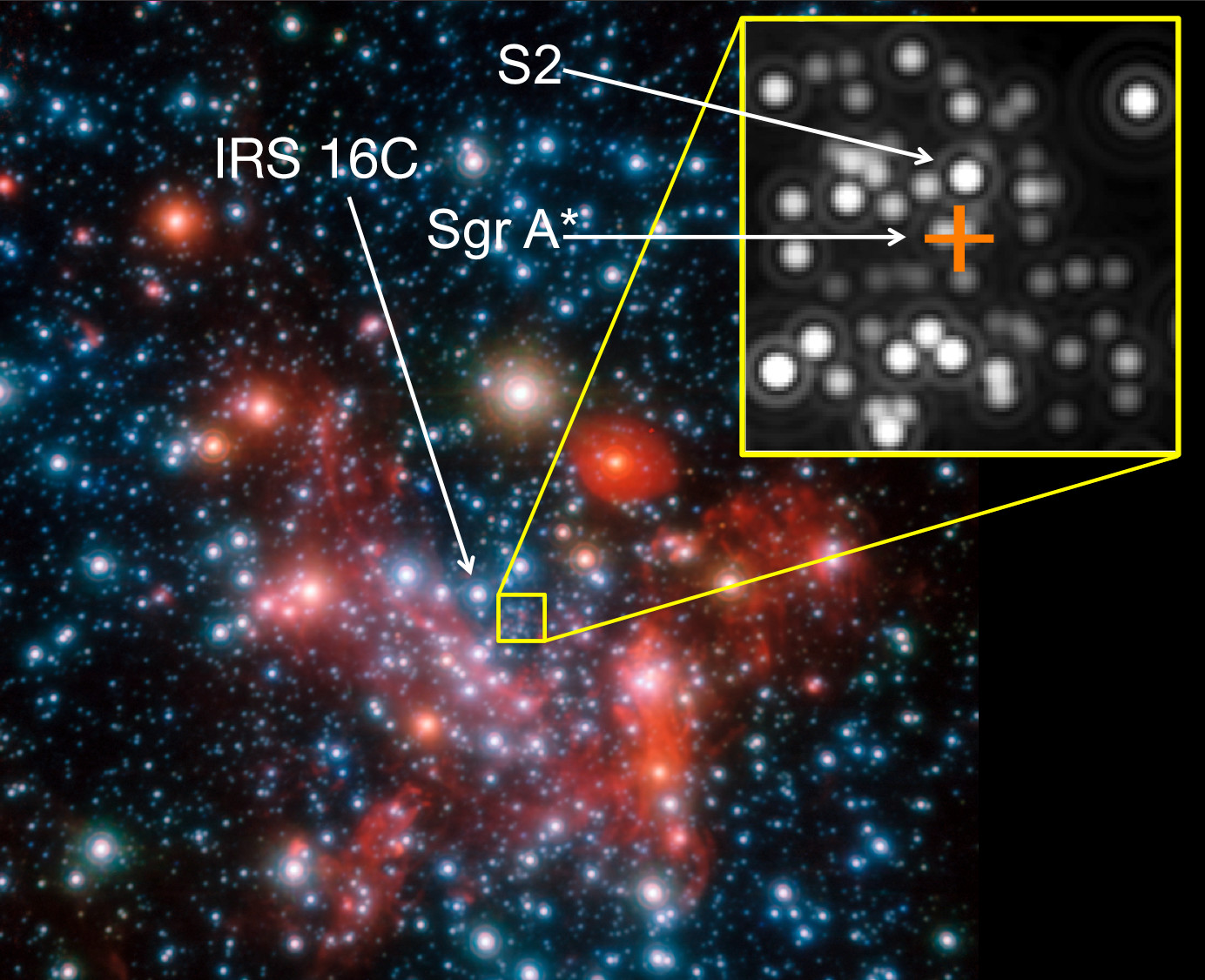
Bild des galaktischen Zentrums mit der Position von Sagittarius A* und S2

Umlaufbahnen der Sterne um Sagittarius A* beobachtet 2021

Im Jahr 2002 konnten Wissenschaftler (um Reinhard Genzel), die am Very Large Telescope der Europäischen Südsternwarte (ESO) forschen, einen Stern beobachten, der sich der Region Sagittarius A* auf 17 Lichtstunden (18 Milliarden km, 123 AE) genähert hatte. Die Forscher konnten bei ihren Beobachtungen eine plötzliche Kehrtwendung des 15 Sonnenmassen schweren Sterns S2 (alias S0-2) erkennen. Aufgrund der hohen Geschwindigkeit des Sterns kann dieser Vorgang nur als Bahnbewegung um ein Schwarzes Loch interpretiert werden. Durch die geringe Entfernung von S2 zu der enormen Masse des Schwarzen Loches ist seine Umlaufgeschwindigkeit sehr hoch; seine Bahngeschwindigkeit beträgt bis zu 5000 km/s. Seine Umlaufbahn ist relativ stabil; erst wenn sich S2 dem Schwarzen Loch auf 16 Lichtminuten (2 AE) genähert hat, wird er durch die Gezeitenkräfte zerrissen werden. Für einen Umlauf um das Zentrum benötigt S2 nur 16,1 Jahre. Für einen weiteren Stern, den 16-mal lichtschwächeren Stern S0-102 (alias S55), wurde 2012 ebenfalls die Umlaufbahn vermessen und eine noch kürzere Periode von 11,5 Jahren festgestellt.
Die Beobachtung des Sterns S2 bei seiner Bewegung um Sagittarius A* wurde durch ein adaptives Optiksystem (NAOS) ermöglicht, das störende Einflüsse der Atmosphäre ausgleichen kann. Durch diese Beobachtungsmethode ist es jetzt möglich, auszuschließen, dass es sich bei Sgr A* um etwas anderes handelt als ein supermassereiches Schwarzes Loch – beispielsweise um einen Haufen von Neutronensternen.
Am 19. Mai 2018 erreichte S2 nach einem 16,0518 Jahre dauernden Umlauf wieder die größte Annäherung an das Schwarze Loch, was Gegenstand verschiedener Beobachtungsprogramme auch für den Test der allgemeinen Relativitätstheorie war, so das Konsortium GRAVITY beim Paranal-Observatorium (VLTI). Dabei wurde auch die durch die allgemeine Relativitätstheorie vorhergesagte gravitative Rotverschiebung nochmals bestätigt.
Bis heute (Stand Juli 2022) wurde eine ganze Reihe weiterer Sterne im Umfeld von Sgr A* entdeckt, die in ihrer Gesamtheit als S-Sterne oder S-Cluster bezeichnet werden. Dazu gehören unter anderem aus Veröffentlichungen im 2020 die Sterne S62, S4711 und S4714.
- Von diesen benötigt S62 für einen Umlauf 9,9 Jahre und nähert sich Sgr A* dabei bis auf 2,4 Milliarden km (16 AE), das ist weniger als der mittlere Abstand von Uranus zur Sonne. Dabei erreicht er bis zu 6,7 % der Lichtgeschwindigkeit.[24]
- S4716 (Sternklasse B8/9) erreicht eine Umlaufgeschwindigkeit bis zu 8000 km/s (2,7 % der Lichtgeschwindigkeit) und nähert sich dabei Sgr A* bis auf 98 AE, maximale Entfernung ist 702 AE. Seine Umlaufzeit beträgt 4,02 Jahre. Seine Oberflächentemperatur beträgt 12.000 Kelvin.[24]
- S4714 erreicht bei seiner größten Annäherung von ca. 1,2 Mrd km (8 AE) etwa 8 % der Lichtgeschwindigkeit, benötigt aber wegen der extremen Exzentrizität seiner Umlaufbahn von 0,985 für einen Umlauf zwölf Jahre.[24]
- S4711, ein 150 Millionen Jahre alter blauer Stern vom Typ B, benötigt dagegen nur etwa 7,2 bis 7,6 Jahre, seine größte Annäherung beträgt 21,5 Mrd. km (144 AE).[24]
- S10 (alias S0-6) ähnelt Sternen aus der Großen Magellanschen Wolke und der Sagittarius-Zwerggalaxie mehr als anderen Sternen der Milchstraße. Möglicherweise stammt er aus einer eingefangenen Zwerggalaxie.[31]
- S29 kam Ende Mai 2021 Sgr A* bis auf 13 Mrd. km (87 AE) nahe und passierte diesen Punkt mit 8.740 km/s, beides neuer Rekord.[32][25] Nach Peißker et al. (Juli 2022) liegen den Beobachtungen bis zu diesem Zeitpunkt tatsächlich verschiedene Sterne zugrunde, die die Autoren mit S29, S29Gillesen und {\displaystyle {\widetilde {{\mathsf {S}}29}}} bezeichnen.[24]
- S38[33][25]
- S55 (alias S0-102) mit einer Umlaufzeit von 12,8 Jahren und einer Geschwindigkeit bis zu 1,7 % der Lichtgeschwindigkeit (bei einem minimalen Abstand zu Sgr A* von 246 AE)[34][27][35]
- S148[24]
- S300, bis Mitte Dezember 2021 der jüngste Fund.[32][25]
- G2 – bei der vermeintlichen Gaswolke handelt es sich vermutlich um drei von einer Staubwolke umgebene Protosterne mit einem Alter von weniger als 1 Million Jahren. Das könnte erklären, warum G2 bei der beobachteten Annäherung an Sgr A* nicht zerstört wurde.[36]

Weitere S-Sterne sind beispielsweise S3-373, S3-374 und S3-375. Wegen der großen Annäherung an das zentrale supermassereiche Schwarze Loch sind diese Sterne Kandidaten für den 20 Jahre zuvor vorgeschlagenen neuen Sterntyp „Squeezar“, weil sie infolge der starken Gezeitenkräfte stark gequetscht werden (englisch to squeeze ‚quetschen‘).
Neben den S-Sternen gibt es auch Protosterne, z. B. X3a. Diese sind teilweise zu Clustern gehäuft (siehe IRS 13).

### Gaswolken, G-Objekte
Eine Gruppe um Andrea Ghez entdeckte 2005 ein gasförmiges Objekt nahe Sagittarius A*, das sie G1 nannten, und Forscher des Max-Planck-Instituts für extraterrestrische Physik um Stefan Gillesen entdeckten 2011 das Objekt G2 mit etwa dreifacher Erdmasse, das sich auf Sagittarius A* zubewegt und damals für eine Gaswolke gehalten wurde. Im Jahr 2013 wurde beobachtet, wie sich Teile davon auf 25 Milliarden Kilometer (167 AE) dem Schwarzen Loch näherten. Dabei wurde die Wolke auseinandergezerrt und von der Ultraviolettstrahlung benachbarter Sterne zum Leuchten gebracht. Messungen ergaben, dass der vordere Teil der Wolke den Punkt der größten Annäherung an das Schwarze Loch bei einer Bahngeschwindigkeit von mehr als 2800 km/s (etwa 1 % der Lichtgeschwindigkeit) bereits passiert hatte. Durch die Messungen erwarten die Forscher Informationen über die physikalischen Vorgänge während der Annäherung an ein Schwarzes Loch und die Auswirkungen extrem starker Gravitationsfelder.
Bis Januar 2020 wurden vier weitere G-Objekte (G3–G6) gefunden, so dass damit insgesamt sechs solche Objekte bekannt waren. Sie haben eine Ausdehnung von rund 100 AE, dehnen sich aber nahe dem schwarzen Loch durch Gezeitenwechselwirkung aus. Einerseits haben sie die Charakteristiken von Gas- und Staubwolken, verhalten sich aber andererseits dynamisch wie Sterne. Sie weisen sowohl thermische Emission von Staub als auch Linienspektren ionisierter Gase auf. Andrea Ghez vermutet, dass es sich um verschmelzende oder sich durch Wirkung des schwarzen Lochs auf dem Weg zur Verschmelzung befindliche Doppelsternsysteme handelt. Es werden beobachtbare Energiefreisetzungen erwartet, falls die aus dem Objekt vom schwarzen Loch abgezogenen Gase vom schwarzen Loch absorbiert werden.
In einer Molekülwolke in der Region Sagittarius B2 wurde Isopropanol, Isopropylcyanid, N-Methylformamid und Harnstoff nachgewiesen.
Im Juli 2022 wurde bekannt, dass die Gaswolke G+0.693-0.027 Nitrile sowie andere RNA-Vorläufer enthält: Cyanoallen (CH2=C=CH-CN), 3-Butinnitril (Propargylcyanid, HC≡C-CH2-CN), 2-Butinnitril (Cyanopropin, H3C-C≡C-CN) u. a.
Im Dezember 2023 berichteten Adam Ginsburg et al. von der Molekülwolke G0.253+0.016 (genannt „The Brick“),  die unerwartet große Mengen an Kohlenmonoxid-Eiskristallen (CO-Eis) enthält.

### Sternencluster

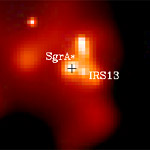
Sgr A* und IRS 13 im Zentrum der Milchstraße im Röntgenspektrum

IRS 13, mittlerweile auch als GCIRS 13 E bezeichnet, ist ein im Jahr 2004 mit dem Gemini-Teleskop auf Hawaii entdecktes Objekt mit einer Masse von etwa 1300 Sonnenmassen, das Sagittarius A* im Abstand von drei Lichtjahren begleitet. Bei genauer Betrachtung handelt es sich um eine Gruppe von sieben Sternen, die sich um einen gemeinsamen Schwerpunkt drehen. Untersuchungen weisen dort auf ein mittelgroßes Schwarzes Loch hin, das Sgr A* auf engstem Raum mit der ungewöhnlich hohen Geschwindigkeit von etwa 280 km/s umrundet. Dafür, dass es sich um ein Schwarzes Loch handelt, spricht neben den hohen Geschwindigkeiten auch die von IRS 13 ausgesendete Röntgenstrahlung.
Eine weitere solche Ansammlung scheint IRS 6 zu sein;
jedenfalls gibt es neben IRS13 einen als „S-Cluster“ bezeichneten Sternhaufen, der sich noch näher am zentralen Schwarzen Loch befindet.

### Weitere Schwarze Löcher
Im Januar 2005 wurden mit dem Chandra X-ray Observatory Helligkeitsausbrüche in der Nähe von Sgr A* beobachtet, die darauf schließen lassen, dass sich im weiteren Umkreis 10.000 bis 20.000 Schwarze Löcher befinden, die das supermassereiche zentrale Schwarze Loch in Sgr A* umkreisen. Dadurch wird eine seit 2003 kursierende Theorie gestützt, nach der das zentrale Schwarze Loch über kleinere Löcher „gefüttert“ wird: Dabei sammeln die kleinen Schwarzen Löcher in den weiter außen befindlichen Bereichen der Milchstraße Haufen von Sternen um sich herum an, die sie dann gefangen halten, bis sie sich auf einer Spiralbahn bis in die unmittelbare Nähe von Sgr A* bewegt haben. Dort werden die Sternhaufen irgendwann durch die extrem großen Gezeitenkräfte aufgelöst und verlieren den einen oder anderen Stern an das supermassereiche Schwarze Loch. Die bisherige Theorie zum Fütterungsprozess ging davon aus, dass eine riesige ringförmige Gaswolke um das Schwarze Loch kreist und dabei immer schwerer wird. Sobald eine kritische Masse überschritten wird, kollabiert diese Wolke und stürzt in das Zentrum der Milchstraße. Vermutlich spielen beide Prozesse eine wichtige Rolle bei der Fütterung von Sgr A*.

### Weitere Objekte

Eine auf Messungen der Polarisation des Magnetfeldes von Sagittarius A beruhende Grafik.

In der Umgebung von Sagittarius A* existiert der Magnetar PSR J1745−2900, sowie der Ae/Be-Stern (Protostern) X3a, der sich zusammen mit einer möglichen „hydrodynamischen Instabilität“ X3b in einer Ansammlung („Kokon“, Gaswolke?) mit Bezeichnung X3 befindet und möglicherweise zu IRS 13 gehört.
Außerdem gibt es ein längliches Staub- und Gasgebilde mit Bezeichnung X7. Man vermutet, dass es sich bei X7 um die Trümmerwolke einer Sternkollision handeln könnte.
Schließlich wurde noch eine kommaförmige Molekülwolke mit Namen Tadpole gefunden, die möglicherweise von einem Schwarzen Loch der Mittelklasse zusammengehalten wird.